# Дарко Тасевський
Дарко Тасевський (мак. Дарко Тасевски; 20 травня 1984, Скоп'є, СФРЮ) — македонський футболіст, півзахисник клубу «Супханбурі». Виступав у збірній Македонії.

## Біографія

### Клубная карьера
Почав кар'єру футболіста на батьківщині, виступав за клуби «Цементарниця» і «Вардар».
У 2005 році поїхав в Україну виступати за запорізький «Металург», де провів два сезони, взявши участь у 31 матчі чемпіонату.
Влітку 2007 року перейшов у болгарський «Левскі». Провів відмінний сезон 2007/08, після якого набув болгарське громадянство. У сезоні 2008/09 став чемпіоном Болгарії разом з «Левскі».
Влітку 2012 року перейшов в ізраїльський «Хапоель Іроні», де провів півтора року, після чого переїхав у Таїланд, де грав за клуби «Бангкок Глесс» та «Супханбурі».

### Кар'єра в збірній
У збірній Македонії грав з 2005 року, провів 45 матчів, відзначившись у них одним голом.

## Статистика
| Клуб            | Сезон   | Чемпіонат | Чемпіонат | Кубок | Кубок | Міжнародні | Міжнародні | Загалом | Загалом |
| Клуб            | Сезон   | М         | Г         | М     | Г     | М          | Г          | М       | Г       |
| --------------- | ------- | --------- | --------- | ----- | ----- | ---------- | ---------- | ------- | ------- |
| «Цементарниця»  | 2002-03 | 24        | 1         | -     | -     | -          | -          | 24      | 1       |
| «Вардар»        | 2003-04 | 26        | 2         | -     | -     | 1          | 0          | 27      | 2       |
| «Вардар»        | 2004-05 | 31        | 5         | -     | -     | -          | -          | 31      | 5       |
| «Металург» (З)  | 2005-06 | 18        | 1         | 2     | 0     | -          | -          | 20      | 1       |
| «Металург» (З)  | 2006-07 | 13        | 0         | -     | -     | 4          | 2          | 17      | 2       |
| «Левскі»        | 2007-08 | 27        | 4         | 3     | 0     | 1          | 0          | 31      | 4       |
| «Левскі»        | 2008-09 | 23        | 6         | 4     | 1     | 3          | 0          | 30      | 7       |
| «Левскі»        | 2009-10 | 15        | 3         | 1     | 0     | 9          | 1          | 25      | 4       |
| «Левскі»        | 2010-11 | 23        | 4         | 2     | 0     | 10         | 0          | 35      | 4       |
| «Левскі»        | 2011-12 | 20        | 4         | 2     | 0     | 1          | 0          | 23      | 4       |
| «Хапоель Іроні» | 2012-13 | 33        | 2         | 3     | 0     | 11         | 1          | 47      | 3       |
| «Хапоель Іроні» | 2013-14 | 12        | 0         | -     | -     | -          | -          | 12      | 0       |
| «Бангкок Глесс» | 2015    | 36        | 11        | -     | -     | -          | -          | 36      | 11      |
| «Бангкок Глесс» | 2015    | 30        | 9         | -     | -     | 2          | 0          | 32      | 9       |
| «Бангкок Глесс» | 2016    | 11        | 1         | -     | -     | -          | -          | 11      | 1       |

## Досягнення
- Чемпіон Болгарії (1): 2008/09
- Володар Кубка Македонії (1): 2002/03
- Володар Суперкубку Болгарії (2): 2007, 2009
- Володар Кубка Таїланду (1): 2014
- Фіналіст Кубка України (1): 2005/06